# Campionato mondiale di hockey su ghiaccio Under-18 2015
Il 17º Campionato mondiale di hockey su ghiaccio U-18 è stato assegnato dall'International Ice Hockey Federation alla Svizzera, che lo ha ospitato nelle città di Zugo e Lucerna nel periodo tra il 16 e il 26 aprile 2015. Questa è la seconda volta che il paese alpino è stato sede del Gruppo A dopo l'edizione del 2000. Le partite si sono disputate in due diversi palazzetti, la Bossard Arena di Zugo e la Swiss-Life Arena di Lucerna. Nella finale gli Stati Uniti si sono aggiudicati il nono titolo sconfiggendo la Finlandia con il punteggio di 2-1. Al terzo posto invece è giunto il Canada, che ha avuto la meglio sulla Svizzera per 5-2.

## Campionato di gruppo A

### Partecipanti
Al torneo prendono parte 10 squadre:
| 8 dall'Europa     | Finlandia | Germania    |
| 8 dall'Europa     | Lettonia  | Rep. Ceca   |
| 8 dall'Europa     | Russia    | Slovacchia  |
| 8 dall'Europa     | Svezia    | Svizzera    |
| 2 dal Nordamerica | Canada    | Stati Uniti |

### Gironi preliminari
A partire dall'edizione 2013 le migliori quattro squadre di ciascun raggruppamento avanzano ai quarti di finale, mentre le due ultime classificate si sfidano in uno spareggio al meglio delle tre gare per stabilire la squadra retrocessa in Prima Divisione.

#### Girone A
| Lucerna 16 aprile 2015, ore 14:45 UTC+2 | Svezia | 1 – 3 (0-0; 0-1; 1-2) referto | Slovacchia | Swiss-Life Arena (460 spett.) |

| Lucerna 16 aprile 2015, ore 18:45 UTC+2 | Russia | 3 – 1 (0-1; 2-0; 1-0) referto | Stati Uniti | Swiss-Life Arena (925 spett.) |

| Lucerna 17 aprile 2015, ore 14:45 UTC+2 | Slovacchia | 0 – 10 (0-4; 0-6; 0-0) referto | Stati Uniti | Swiss-Life Arena (290 spett.) |

| Lucerna 17 aprile 2015, ore 18:45 UTC+2 | Russia | 6 – 0 (2-0; 3-0; 1-0) referto | Germania | Swiss-Life Arena (362 spett.) |

| Lucerna 18 aprile 2015, ore 17:00 UTC+2 | Germania | 1 – 7 (0-1; 0-5; 1-1) referto | Svezia | Swiss-Life Arena (532 spett.) |

| Lucerna 19 aprile 2015, ore 13:00 UTC+2 | Slovacchia | 2 – 4 (1-2; 0-1; 1-1) referto | Russia | Swiss-Life Arena (660 spett.) |

| Lucerna 19 aprile 2015, ore 17:00 UTC+2 | Stati Uniti | 6 – 4 (1-1; 2-2; 3-1) referto | Svezia | Swiss-Life Arena (1.222 spett.) |

| Lucerna 20 aprile 2015, ore 18:45 UTC+2 | Germania       | 3 – 4 (d.t.s.) (1-0; 1-1; 1-2) referto | Slovacchia | Swiss-Life Arena (332 spett.) |
| Shootout 0 – 1                          |                |                                        |            |                               |
|                                         |                |                                        |            |                               |
|                                         | Shootout 0 – 1 |                                        |            |                               |

| Lucerna 21 aprile 2015, ore 14:45 UTC+2 | Stati Uniti | 13 – 1 (4-0; 5-1; 4-0) referto | Germania | Swiss-Life Arena (317 spett.) |

| Lucerna 21 aprile 2015, ore 18:45 UTC+2 | Svezia | 4 – 7 (2-1; 1-2; 1-4) referto | Russia | Swiss-Life Arena (732 spett.) |

| Pos. |             | PG | V | VOT | POT | P | GF | GS | DR  | Pt |
| 1.   | Russia      | 4  | 4 | 0   | 0   | 0 | 20 | 7  | +13 | 12 |
| 2.   | Stati Uniti | 4  | 3 | 0   | 0   | 1 | 30 | 8  | +22 | 9  |
| 3.   | Slovacchia  | 4  | 1 | 1   | 0   | 2 | 9  | 18 | -9  | 5  |
| 4.   | Svezia      | 4  | 1 | 0   | 0   | 3 | 16 | 17 | -1  | 3  |
| 5.   | Germania    | 4  | 0 | 0   | 1   | 3 | 5  | 30 | -25 | 1  |

#### Girone B
| Zugo 16 aprile 2015, ore 15:45 UTC+2 | Canada | 11 – 6 (2-3; 6-0; 3-3) referto | Lettonia | Bossard Arena (170 spett.) |

| Zugo 16 aprile 2015, ore 19:45 UTC+2 | Finlandia | 6 – 1 (1-1; 3-0; 2-0) referto | Rep. Ceca | Bossard Arena (315 spett.) |

| Zugo 17 aprile 2015, ore 15:45 UTC+2 | Lettonia | 1 – 4 (0-1; 1-1; 0-2) referto | Rep. Ceca | Bossard Arena (721 spett.) |

| Zugo 17 aprile 2015, ore 19:45 UTC+2 | Finlandia | 3 – 1 (1-1; 1-0; 1-0) referto | Svizzera | Bossard Arena (3.370 spett.) |

| Zugo 18 aprile 2015, ore 18:45 UTC+2 | Svizzera | 1 – 4 (0-1; 1-2; 0-1) referto | Canada | Bossard Arena (5.277 spett.) |

| Zugo 19 aprile 2015, ore 14:45 UTC+2 | Lettonia | 1 – 3 (1-0; 0-2; 0-1) referto | Finlandia | Bossard Arena (363 spett.) |

| Zugo 19 aprile 2015, ore 18:45 UTC+2 | Rep. Ceca | 2 – 3 (1-1; 1-1; 0-1) referto | Canada | Bossard Arena (749 spett.) |

| Zugo 20 aprile 2015, ore 19:45 UTC+2 | Svizzera | 3 – 2 (d.t.s.) (0-0; 1-1; 1-1) referto | Lettonia | Bossard Arena (2.561 spett.) |

| Zugo 21 aprile 2015, ore 15:45 UTC+2 | Canada | 3 – 2 (0-2; 3-0; 0-0) referto | Finlandia | Bossard Arena (1.133 spett.) |

| Zugo 21 aprile 2015, ore 19:45 UTC+2 | Rep. Ceca | 5 – 0 (2-0; 2-0; 1-0) referto | Svizzera | Bossard Arena (2.468 spett.) |

| Pos. |           | PG | V | VOT | POT | P | GF | GS | DR  | Pt |
| 1.   | Canada    | 4  | 4 | 0   | 0   | 0 | 21 | 11 | +10 | 12 |
| 2.   | Finlandia | 4  | 3 | 0   | 0   | 1 | 14 | 6  | +8  | 9  |
| 3.   | Rep. Ceca | 4  | 2 | 0   | 0   | 2 | 12 | 10 | +2  | 6  |
| 4.   | Svizzera  | 4  | 0 | 1   | 0   | 2 | 5  | 14 | -9  | 2  |
| 5.   | Lettonia  | 4  | 0 | 0   | 1   | 3 | 10 | 21 | -11 | 1  |

### Spareggio per non retrocedere
Le ultime due classificate di ogni raggruppamento si sfidano al meglio delle tre gare. La perdente dello spareggio viene retrocessa in Prima Divisione.
| Zugo 23 aprile 2015, ore 12:15 UTC+2 | Lettonia | 5 – 3 (3-1; 1-0; 1-2) referto | Germania | Bossard Arena (276 spett.) |

| Lucerna 24 aprile 2015, ore 18:00 UTC+2 | Germania | 3 – 5 (1-0; 1-2; 1-3) referto | Lettonia | Swiss-Life Arena (387 spett.) |

### Fase ad eliminazione diretta
|  | Quarti di finale | Quarti di finale | Quarti di finale |             |             | Semifinali  | Semifinali | Semifinali |          |                 | Finale          | Finale          | Finale |  |
|  |                  |                  |                  |             |             |             |            |            |          |                 |                 |                 |        |  |
|  | A1               | Russia           | 0                |             |             |             |            |            |          |                 |                 |                 |        |  |
|  | A1               | Russia           | 0                |             |             |             |            |            |          |                 |                 |                 |        |  |
|  | B4               | Svizzera         | 5                |             |             |             |            |            |          |                 |                 |                 |        |  |
|  | B4               | Svizzera         | 5                |             | Svizzera    | Svizzera    | 4          |            |          |                 |                 |                 |        |  |
|  |                  |                  |                  |             | Svizzera    | Svizzera    | 4          |            |          |                 |                 |                 |        |  |
|  |                  |                  | Finlandia        | Finlandia   | 5           |             |            |            |          |                 |                 |                 |        |  |
|  | B2               | Finlandia        | Finlandia        | Finlandia   | 5           | 3           |            |            |          |                 |                 |                 |        |  |
|  | B2               | Finlandia        |                  |             |             |             |            |            |          |                 |                 |                 |        |  |
|  | A3               | Slovacchia       | 0                |             |             |             |            |            |          |                 |                 |                 |        |  |
|  | A3               | Slovacchia       | 0                |             | Finlandia   | Finlandia   | 1          |            |          |                 |                 |                 |        |  |
|  |                  |                  |                  |             |             |             |            |            |          |                 |                 |                 |        |  |
|  |                  |                  | Stati Uniti      | Stati Uniti | 2           |             |            |            |          |                 |                 |                 |        |  |
|  | A2               | Stati Uniti      | Stati Uniti      | Stati Uniti | 2           | 7           |            |            |          |                 |                 |                 |        |  |
|  | A2               | Stati Uniti      |                  |             |             | 7           |            |            |          |                 |                 |                 |        |  |
|  | B3               | Rep. Ceca        | 2                |             |             |             |            |            |          |                 |                 |                 |        |  |
|  | B3               | Rep. Ceca        | 2                |             | Stati Uniti | Stati Uniti | 7          |            |          | Finale 3º posto | Finale 3º posto | Finale 3º posto |        |  |
|  |                  |                  |                  |             | Stati Uniti | Stati Uniti | 7          |            |          |                 |                 |                 |        |  |
|  |                  |                  | Canada           | Canada      | 2           |             |            |            |          |                 |                 |                 |        |  |
|  | B1               | Canada           | Canada           | Canada      | 2           | 5           |            |            | Svizzera | Svizzera        | 2               |                 |        |  |
|  | B1               | Canada           |                  |             |             |             |            |            | Svizzera | Svizzera        | 2               |                 |        |  |
|  | A4               | Svezia           | 3                |             |             | Canada      | Canada     | 5          |          |                 |                 |                 |        |  |

#### Quarti di finale
| Lucerna 23 aprile 2015, ore 14:45 UTC+2 | Stati Uniti | 7 – 2 (4-0; 0-1; 3-1) referto | Rep. Ceca | Swiss-Life Arena (542 spett.) |

| Zugo 23 aprile 2015, ore 16:00 UTC+2 | Canada | 5 – 3 (3-1; 1-1; 1-1) referto | Svezia | Bossard Arena (1.248 spett.) |

| Lucerna 23 aprile 2015, ore 18:45 UTC+2 | Finlandia | 3 – 0 (1-0; 0-0; 2-0) referto | Slovacchia | Swiss-Life Arena (469 spett.) |

| Zugo 23 aprile 2015, ore 20:00 UTC+2 | Russia | 0 – 5 (0-1; 0-2; 0-2) referto | Svizzera | Bossard Arena (2.381 spett.) |

#### Semifinali
| Zugo 25 aprile 2015, ore 15:00 UTC+2 | Canada | 2 – 7 (0-0; 1-2; 1-4) referto | Stati Uniti | Bossard Arena (4.170 spett.) |

| Zugo 25 aprile 2015, ore 19:00 UTC+2 | Finlandia | 5 – 4 (d.t.s.) (2-2; 0-0; 2-2) referto | Svizzera | Bossard Arena (7.015 spett.) |

#### Finale per il 3º posto
| Zugo 26 aprile 2015, ore 15:00 UTC+2 | Canada | 5 – 2 (3-2; 2-0; 0-0) referto | Svizzera | Bossard Arena (4.718 spett.) |

#### Finale
| Zugo 26 aprile 2015, ore 19:00 UTC+2 | Stati Uniti | 2 – 1 (d.t.s.) (0-1; 0-0; 1-0) referto | Finlandia | Bossard Arena (4.457 spett.) |

### Classifica marcatori
| Giocatore         | PG | G | A  | Pt | +/- | MP |
| ----------------- | -- | - | -- | -- | --- | -- |
| Auston Matthews   | 7  | 8 | 7  | 15 | +11 | 0  |
| Jeremy Bracco     | 7  | 3 | 10 | 13 | +10 | 2  |
| Matt Barzal       | 7  | 3 | 9  | 12 | +2  | 0  |
| Matthew Tkachuk   | 7  | 2 | 10 | 12 | +10 | 2  |
| Patrik Laine      | 7  | 8 | 3  | 11 | +6  | 0  |
| Jack Roslovic     | 7  | 6 | 5  | 11 | +11 | 4  |
| Mitchell Stephens | 7  | 5 | 5  | 10 | +1  | 10 |
| Colin White       | 7  | 6 | 3  | 9  | +8  | 0  |
| Clayton Keller    | 7  | 4 | 5  | 9  | +7  | 0  |
| Mārtiņš Dzierkals | 6  | 3 | 6  | 9  | +2  | 10 |

### Classifica portieri
| Giocatore         | Min    | TC  | GS | SO | MGS  | Sv%   |
| ----------------- | ------ | --- | -- | -- | ---- | ----- |
| Anton Krasotkin   | 120:00 | 85  | 4  | 1  | 2.00 | 95.29 |
| Veini Vehviläinen | 437:17 | 233 | 12 | 1  | 1.65 | 94.85 |
| Il'ja Samsonov    | 180:00 | 121 | 8  | 0  | 2.67 | 93.39 |
| Evan Sarthou      | 312:44 | 82  | 6  | 1  | 1.15 | 92.68 |
| Adam Huska        | 278:39 | 160 | 12 | 0  | 3.01 | 91.25 |

### Classifica finale
| Pos | Squadra     |
| --- | ----------- |
| 1   | Stati Uniti |
| 2   | Finlandia   |
| 3   | Canada      |
| 4   | Svizzera    |
| 5   | Russia      |
| 6   | Rep. Ceca   |
| 7   | Slovacchia  |
| 8   | Svezia      |
| 9   | Lettonia    |
| 10  | Germania    |

| Promossa nel Gruppo A:                    | Danimarca |
| Retrocessa in Prima Divisione - Gruppo A: | Germania  |

#### Riconoscimenti
Riconoscimenti individuali
| Premio                  | Giocatore       |
| ----------------------- | --------------- |
| Miglior giocatore (MVP) | Auston Matthews |
| Miglior portiere        | Il'ja Samsonov  |
| Miglior difensore       | Vili Saarijärvi |
| Miglior attaccante      | Auston Matthews |

All-Star Team

| Attacco:  | Auston Matthews - Patrik Laine - Denis Malgin |
| Difesa:   | Vili Saarijärvi - Jonas Siegenthaler          |
| Portiere: | Veini Vehviläinen                             |

## Prima Divisione
Il Campionato di Prima Divisione si è svolto in due gironi all'italiana. Il Gruppo A ha giocato a Debrecen, in Ungheria, fra il 12 e il 18 aprile 2015. Il Gruppo B ha giocato a Maribor, in Slovenia, fra il 12 e il 18 aprile 2015:

### Girone A
| Pos. |             | PG | V | VOT | POT | P | GF | GS | DR  | Pt |
| 1.   | Danimarca   | 5  | 4 | 1   | 0   | 0 | 24 | 8  | +16 | 14 |
| 2.   | Bielorussia | 5  | 3 | 1   | 1   | 0 | 23 | 11 | +12 | 12 |
| 3.   | Francia     | 5  | 2 | 1   | 0   | 2 | 16 | 13 | +3  | 8  |
| 4.   | Norvegia    | 5  | 2 | 0   | 2   | 1 | 14 | 12 | +2  | 8  |
| 5.   | Kazakistan  | 5  | 1 | 0   | 0   | 4 | 15 | 28 | -13 | 3  |
| 6.   | Ungheria    | 5  | 0 | 0   | 0   | 5 | 11 | 31 | -20 | 0  |

| Promossa in Gruppo A: Danimarca | Retrocessa in Prima Divisione B: Ungheria |

### Girone B
| Pos. |          | PG | V | VOT | POT | P | GF | GS | DR  | Pt |
| 1.   | Austria  | 5  | 5 | 0   | 0   | 0 | 26 | 6  | +20 | 15 |
| 2.   | Slovenia | 5  | 3 | 0   | 1   | 1 | 27 | 21 | +6  | 10 |
| 3.   | Giappone | 5  | 2 | 1   | 0   | 2 | 16 | 16 | 0   | 8  |
| 4.   | Ucraina  | 5  | 2 | 0   | 0   | 3 | 13 | 14 | -1  | 6  |
| 5.   | Italia   | 5  | 1 | 0   | 0   | 4 | 16 | 24 | -8  | 3  |
| 6.   | Lituania | 5  | 1 | 0   | 0   | 4 | 8  | 25 | -17 | 3  |

| Promossa in Prima Divisione A: Austria | Retrocessa in Seconda Divisione A: Lituania |

## Seconda Divisione
Il Campionato di Seconda Divisione si è svolto in due gironi all'italiana. Il Gruppo A ha giocato a Tallinn, in Estonia, fra il 22 e il 28 marzo 2015. Il Gruppo B ha giocato a Novi Sad, in Serbia, fra il 16 e il 22 marzo 2015:

### Girone A
| Pos. |               | PG | V | VOT | POT | P | GF | GS | DR  | Pt |
| 1.   | Corea del Sud | 5  | 5 | 0   | 0   | 0 | 28 | 7  | +21 | 15 |
| 2.   | Polonia       | 5  | 4 | 0   | 0   | 1 | 18 | 10 | +8  | 12 |
| 3.   | Regno Unito   | 5  | 2 | 1   | 0   | 2 | 18 | 13 | +5  | 8  |
| 4.   | Paesi Bassi   | 5  | 1 | 1   | 1   | 2 | 18 | 22 | -4  | 6  |
| 5.   | Croazia       | 5  | 1 | 0   | 0   | 4 | 9  | 24 | -15 | 3  |
| 6.   | Estonia       | 5  | 0 | 0   | 1   | 4 | 0  | 0  | 0   | 1  |

| Promossa in Prima Divisione B: Corea del Sud | Retrocessa in Seconda Divisione B: Estonia |

### Girone B
| Pos. |           | PG | V | VOT | POT | P | GF | GS | DR  | Pt |
| 1.   | Romania   | 5  | 4 | 1   | 0   | 0 | 46 | 12 | +34 | 14 |
| 2.   | Spagna    | 5  | 4 | 0   | 1   | 0 | 28 | 13 | +15 | 13 |
| 3.   | Serbia    | 5  | 3 | 0   | 0   | 2 | 21 | 13 | +8  | 9  |
| 4.   | Belgio    | 5  | 1 | 1   | 0   | 3 | 20 | 26 | -6  | 5  |
| 5.   | Cina      | 5  | 1 | 0   | 0   | 4 | 14 | 27 | -13 | 3  |
| 6.   | Australia | 5  | 0 | 0   | 1   | 4 | 11 | 49 | -38 | 1  |

| Promossa in Seconda Divisione A: Romania | Retrocessa in Terza Divisione: Australia |

## Terza Divisione
Il Campionato di Terza Divisione si è svolto in due gironi all'italiana. Il Gruppo A ha giocato a Taipei, in Taiwan, fra il 22 e il 28 marzo 2015. Il Gruppo B ha giocato ad Auckland, in Nuova Zelanda, fra il 17 e il 19 marzo 2015:

### Girone A
| Pos. |               | PG | V | VOT | POT | P | GF | GS | DR  | Pt |
| 1.   | Islanda       | 5  | 3 | 2   | 0   | 0 | 19 | 13 | +6  | 13 |
| 2.   | Messico       | 5  | 1 | 2   | 2   | 0 | 17 | 10 | +7  | 9  |
| 3.   | Bulgaria      | 5  | 2 | 0   | 2   | 1 | 14 | 12 | +2  | 8  |
| 4.   | Taipei cinese | 5  | 2 | 1   | 0   | 2 | 28 | 16 | +12 | 8  |
| 5.   | Israele       | 5  | 2 | 0   | 1   | 2 | 16 | 15 | +1  | 7  |
| 6.   | Sudafrica     | 5  | 0 | 0   | 0   | 5 | 7  | 35 | +28 | 0  |

| Promossa in Seconda Divisione B: Islanda | Retrocessa in Terza Divisione B: Sudafrica |

### Girone B
| Pos. |               | PG | V | VOT | POT | P | GF | GS | DR  | Pt |
| 1.   | Turchia       | 2  | 2 | 0   | 0   | 0 | 14 | 5  | +9  | 6  |
| 2.   | Nuova Zelanda | 2  | 1 | 0   | 0   | 1 | 12 | 10 | +2  | 3  |
| 3.   | Hong Kong     | 2  | 0 | 0   | 0   | 2 | 6  | 17 | -11 | 0  |

| Promossa in Terza Divisione A: Turchia |